# Adrián Luna Martinetti
Juan Adrián Luna Martinetti (Guayaquil, 20 de agosto de 1995) es un artista marcial mixto ecuatoriano que compite en la división de peso gallo de Ultimate Warrior Challenge México.

## Carrera de artes marciales mixtas
Luna Martinetti inició su carrera en 2014, teniendo una marca de 7 victorias y 1 derrota, incluyendo algunos en la promotora peruana Fusion Fighting Championship, antes de emigrar a México.

### Ultimate Warrior Challenge México
Martinetti arribó al país norteamericano en el año 2021 para firmar con la Ultimate Warrior Challenge México, por lo que decidió hacer sus entrenamientos en la ciudad fronteriza de Tijuana. Su debut fue una victoria por decisión unánime ante Oscar Palomares el 1 de octubre de 2021 en el evento UWC México 29.

#### Campeonato Mundial de Peso Gallo
En su segunda pelea el 25 de febrero de 2022, Martinetti encabezaría UWC México 31 junto con Brandon Uruchurtu por el Campeonato de Peso Gallo de UWC, donde logró ganar la pelea con una llave de sumisión en el segundo asalto que le daría el ansiado campeonato.
Para UWC México 35 el 24 de junio de 2022, Martinetti defendía el título encabezando nuevamente un evento de la organización, esta vez enfrentándose a Juan Campos. Él ganó la pelea por nocaut en el primer asalto.
Martinetti se enfrentó a Ricardo Ramírez el 25 de noviembre de 2022 en UWC México 40. Ganó la pelea por sumisión en el segundo asalto tras aplicar una estrangulación.
Martinetti se enfrentó a Adonilton Matos el 31 de marzo de 2023 en UWC México 42 en la pelea estelar del evento, donde retuvo su título éxitosamente por segunda ocasión al llevarse la victoria por decisión unánime. Meses después, tuvo que dejar vacante el título.

#### Segundo reinado como Campeón de Peso Gallo
Iniciando 2024, Martinetti expresó su derecho de recuperar el Campeonato de Peso Gallo de UWC, desafiando al entonces monarca Mahatma García. Ambos se enfrentaron en la pelea estelar de UWC México 51 el 25 de febrero de 2024, en la que Martinetti sometió a García con una estrangulación en el tercer asalto para convertirse en dos veces campeón gallo de UWC.

## Campeonatos y logros
- Ultimate Warrior Challenge México
  - Campeonato de Peso Gallo de UWC (dos veces, actual)

## Récord en artes marciales mixtas
| Récord profesional | Récord profesional | Récord profesional |
| 16 peleas          | 15 victorias       | 1 derrota          |
| ------------------ | ------------------ | ------------------ |
| Nocaut             | 3                  | 0                  |
| Sumisión           | 6                  | 0                  |
| Decisión           | 6                  | 1                  |

| Resultado | Récord | Oponente                 | Método                      | Evento                                     | Fecha                   | Ronda | Tiempo | Localización     | Notas                                                                                |
| --------- | ------ | ------------------------ | --------------------------- | ------------------------------------------ | ----------------------- | ----- | ------ | ---------------- | ------------------------------------------------------------------------------------ |
| Victoria  | 15–1   | Giovanny Meza            | TKO (golpes)                | BSC 24                                     | 2 de agosto de 2024     | 1     | 0:33   | Ciudad de México |                                                                                      |
| Victoria  | 14–1   | Mahatma García           | Sumisión (rear-naked choke) | UWC México 51                              | 25 de febrero de 2024   | 3     | 4:35   | Tijuana          | Ganó el Campeonato de Peso Gallo de UWC.                                             |
| Victoria  | 13–1   | Tagore Kallew dos Santos | Sumisión (armbar)           | FF 61                                      | 18 de mayo de 2023      | 1     | 0:47   | Guayaquil        |                                                                                      |
| Victoria  | 12–1   | Adonilton Matos          | Decisión (unánime)          | UWC México 42                              | 31 de marzo de 2023     | 5     | 5:00   | Tijuana          | Defendió el Campeonato de Peso Gallo de UWC. Posteriormente, dejó vacante el título. |
| Victoria  | 11–1   | Ricardo Ramírez          | Sumisión (rear-naked choke) | UWC México 40                              | 25 de noviembre de 2022 | 1     | 3:47   | Tijuana          | Defendió el Campeonato de Peso Gallo de UWC.                                         |
| Victoria  | 10–1   | Juan Campos              | KO (golpe)                  | UWC México 35                              | 24 de junio de 2022     | 1     | 2:36   | Tijuana          |                                                                                      |
| Victoria  | 9–1    | Brandon Uruchurtu        | Sumisión (gogoplata)        | UWC México 31                              | 25 de febrero de 2022   | 1     | 2:33   | Tijuana          | Ganó el Campeonato de Peso Gallo de UWC.                                             |
| Victoria  | 8–1    | Oscar Palomares          | Decisión (unánime)          | UWC México 29                              | 1 de octubre de 2021    | 3     | 5:00   | Tijuana          |                                                                                      |
| Victoria  | 7–1    | Henry Lincango           | Decisión (unánime)          | FFC 45                                     | 1 de mayo de 2021       | 3     | 5:00   | Guayaquil        |                                                                                      |
| Victoria  | 6–1    | Johan Fernández          | Decisión (unánime)          | QFC 10                                     | 6 de noviembre de 2020  | 3     | 5:00   | Quito            |                                                                                      |
| Victoria  | 5–1    | Luis Angel de la Puente  | Decisión (unánime)          | FFC 42                                     | 18 de diciembre de 2019 | 3     | 5:00   | Lima             |                                                                                      |
| Victoria  | 4–1    | Julian Salvador          | Sumisión (rear-naked choke) | UCC: Hell in the Cage 4                    | 13 de julio de 2019     | 2     | 2:50   | Guayaquil        |                                                                                      |
| Victoria  | 3–1    | Sebastian Noriega        | Decisión (unánime)          | FFC 33                                     | 18 de julio de 2018     | 3     | 5:00   | Lima             |                                                                                      |
| Derrota   | 2–1    | Luigui Quezada           | Decisión (unánime)          | FFC 29                                     | 20 de noviembre de 2017 | 3     | 5:00   | Lima             |                                                                                      |
| Victoria  | 2–0    | Junior Chate Roman       | Sumisión (rear-naked choke) | FFC 28                                     | 18 de julio de 2017     | 2     | 3:05   | Lima             |                                                                                      |
| Victoria  | 1–0    | Jordie Alulima           | TKO (golpes)                | Yantzaza Fighting Championship 2: Warriors | 25 de octubre de 2014   | 1     | 1:12   | Yantzaza         |                                                                                      |